# جون يونغ (لاعب كرة قدم)
جون يونغ (بالإنجليزية: John Young)‏ (22 ديسمبر 1951 بإدنبرة في المملكة المتحدة - ) هو مدرب كرة قدم ولاعب كرة قدم بريطاني في مركز الدفاع. لعب مع كوين أوف ساوث ونادي بريتشين سيتي ونادي سانت ميرين ونادي فالكيرك ونادي هيبرنيان وهونغ كونغ رينجرز وBroxburn Athletic F.C. ‏ ونادي اربوراث.

## وصلات خارجية
- جون يونغ على موقع قاعدة بيانات كرة القدم.إي يو (الإنجليزية)